# Ворота Темзы

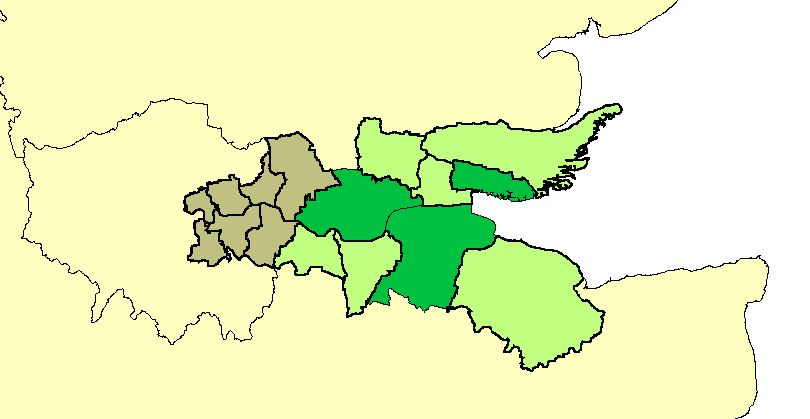
Районы Ворот Темзы, сформированные из лондонских боро (коричневый цвет), Внегородской округ (зелёный цвет) и Унитарный орган (тёмно-зелёный цвет)

Ворота Темзы (англ. Thames Gateway) — термин, применяемый к территории вокруг эстуария Темзы в контексте дискуссий о реконструкции и дальнейшей урбанизации. Термин был впервые введён правительством Великобритании и применяется к территории, простирающейся на 70 километров к востоку от внутреннего восточного и юго-восточного Лондона по обе стороны реки Темзы и эстуария Темзы. Он простирается от Вестферри в Тауэр-Хамлетс до острова Шеппи/Саутенд-он-Си и охватывает три церемониальных графства.

## Обоснование
Район был определён в первые годы правления Блэра (1997—2001) как национальный приоритет для реконструкции города. Район содержал большое количество заброшенных участков, и его реконструкция позволила бы воспользоваться преимуществами улучшения пропускной способности железной дороги, созданной в Стратфорде и в некоторых частях Кента железной дорогой High Speed 1 (официально известной как железнодорожная ветка тоннеля под Ла-Маншем). Этот термин был впервые введён правительством Великобритании, при этом правительство и другие организации также используют термин «устье Темзы» применительно к этой территории. Большая часть земельных участков в этом районе в настоящее время перепланирована/реконструирована.

## Область применения
В районе «Ворот Темзы» проживает более 3 миллионов человек. Этот район включает в себя в целом пояс Темзы, состоящий из 16 округов местного самоуправления:
| Графство | Районы |
| -------- | --- |
| Лондон   | От северо-восточного и юго-восточного субрегионов Лондона — лондонские боро Баркинг и Дагенем, Бексли, Хаверинг, Луишем, Гринвич, Ньюэм и Тауэр-Хамлетс. Эти боро имеют полномочия, не связанные с планированием, аналогичные полномочиям унитарных органов власти, однако на планирование оказывают влияние мэр Лондона и Лондонская ассамблея. |
| Эссекс   | Органы планирования (под влиянием только Совета графства Эссекс) неметрополитенские районы: Базилдон, Касл-Пойнт и Рочфорд; планировочные и унитарные органы Таррок и Саутенд-он-Си. |
| Кент     | Органы планирования (под влиянием только Совета графства Кент) неметрополитенские районы: Дартфорд, Грейвшем и западная часть Суэйла; планировочный и унитарный орган Медуэй. |

## Профиль
В ближайших поселениях рядом с указанными территориями, если не брать населённые пункты в целом, проживает около половины населения этих населённых пунктов: 1,6 млн человек. По состоянию на 2000 год здесь были расположены некоторые из самых бедных районов в стране, характеризующиеся отсутствием доступа к общественному транспорту, услугам, трудоустройству и доступному качественному жилью. Здесь, в частности, находится много перенаселённых районов, возникших в результате расчистки трущоб и городского планирования Лондона — от Темзмида до Саутенда-он-Си.
Границы района «Ворота Темзы» были проведены таким образом, чтобы охватить прибрежную полосу реки, где ранее располагалось множество промышленныъ зон, обслуживавших Лондон и Юго-Восток, чей упадок оставил в наследство заброшенные и загрязнённые земли. Яркими примерами таких территорий, подвергшихся реконструкции, являются Кэнэри-Уорф и полуостров Гринвич; с 2000 года правительство стремится рекультивировать эти территории.
Сменявшие друг друга правительства и планировщики рассматривали свободные земли, сельскохозяйственные угодья и дикие солончаки как потенциал, способный стать катализатором регенерации и роста, а также социального развития района, помогая смягчить некоторые нагрузки роста на Лондон и Юго-Восток. На фоне резкой инфляции цен на жилье и экономического бума в 2004 году правительство также выразило твёрдую уверенность в том, что новое частное жильё здесь и в других местах снизит эту инфляцию.
Некоторые районы этой области являются жилыми и/или уже густо заселены, и возможности для жилищного строительства ограничены: Саутенд-он-Си, например, является восьмым по плотности населения районом в стране за пределами Лондона, и его массовое расширение нежелательно из-за реки на юге, необходимости в местах для отдыха и обитания животных (в основном в буферных зонах, разделяющих населённые пункты), а также юридического требования сохранить существующий характер жилых районов.

## Управление и реализация
За координацию проекта отвечает Департамент по делам общин и местного самоуправления.
Проект «Thames Gateway» направлен на улучшение экономики региона за счёт освоения болотистых земель, сельскохозяйственных угодий и бывших промышленных зон, за счёт создания крупной транспортной инфраструктуры и реконструкции существующих городских агломераций.
Можно провести сравнение с разработками к востоку от Парижа вдоль долины Марны, которые касались значительно меньшего объёма земель.
Ранее развитие частично осуществлялось тремя агентствами регионального развития: Лондонским агентством развития (LDA — часть Администрации Большого Лондона), Агентством развития Восточной Англии (EEDA) и Агентством развития Юго-Восточной Англии (SEEDA), а также национальным агентством по реновации, English Partnerships.
Развитие, дополняющее собственные планы развития советов, осуществляется через местные органы власти (советы), корпорации развития специального назначения и местные партнёрства предприятий, все из которых имеют право на получение грантов от государственных ведомств, финансируемых Министерством финансов. Дополнительные государственные средства были предоставлены Агентствам регионального развития, которые поддерживали некоторые проекты в Gateway.

## Бывшие зоны реконструкции
Раньше развитие было разделено на зоны, за каждую из которых отвечало отдельное агентство. К этим зонам относились:
| Регион     | Зоны                                                                                               | Бывшие агентства по реализации                                                                           |
| ---------- | -------------------------------------------------------------------------------------------------- | --- |
| Лондон     | - Собачий остров - Стратфорд - Нижний Ли - Роял Докс - Городской центр Баркинга - Лондон Риверсайд | Корпорация развития лондонских ворот Темзы.                                                              |
| Лондон     | - Гринвич, Дептфорд и Луишем - Полуостров Гринвич - Чарльтон — Крейфорд                            | Партнёрство Гринвич и партнёрство Бексли.                                                                |
| Юго-Восток | - Кент Темзайд (Дартфорд и Грейвшем) - Остров Зерна - Медуэй - Ситтингборн — Ширнес                | Совет по развитию Кент Темзайд, Медуэйское партнёрство Возрождения, Свейл Форвард.                       |
| Восток     | - Таррок - Базилдон и Касл-Пойнт - Саутенд и Рочфорд                                               | Таррокская корпорация развития Темз Гейтвей, Базилдонское партнёрство по возрождению и Ренессанс Саутенд |

## Застройки
До 2003 года наиболее заметная застройка располагалась к западу от Бектона. В Чаффорд-Хандрид, Чатеме и Гринхите были построены большие жилые комплексы, а в Блюуотере находится крупный торговый центр.
| Регион                     | Проект                          | Описание | Статус                                |
| -------------------------- | ------------------------------- | --- | ------------------------------------- |
| Лондон, Восток, Юго-Восток | High Speed 1                    | Высокоскоростная железнодорожная линия, соединяющая станции Стратфорд и Эббсфлит в районе Gateway с центральным Лондоном и континентальной Европой. | Полностью в рабочем состоянии.        |
| Лондон                     | Мост «Ворота Темзы»             | Автомобильный мост между Бектоном и Темзмидом рядом с существующим паромом Вулидж. Спроектирован так, чтобы обеспечить раздельное движение автобусов, трамваев или лёгкого метро. | Отменён                               |
| Лондон                     | Стратфорд-Сити                  | 73 гектара территории смешанного использования с 200 магазинами, тремя крупными универмагами, кафе, школами, гостиницами, парками и медицинскими центрами. 11 000 жителей и 30 000 рабочих. Часть территории была использована для проведения Олимпийских игр 2012 года в Лондоне. | Завершён.                             |
| Лондон                     | Транзит в Восточном Лондоне     | Транзит в Восточном Лондоне — интермодальная транспортная схема для подключения жилых комплексов к железной дороге и метро. | Фаза I открылась в феврале 2010 года. |
| Лондон                     | Треугольник Уайт-Харт           | В основном бесхозная земля рядом с железнодорожной станцией Пламстед, которая была застроена с целью создания 2000 новых рабочих мест при финансировании со стороны Лондонского агентства развития и Европейского союза. | Завершён.                             |
| Восток                     | Ворота Лондона                  | Порт с логистикой и бизнес-парком. Порт был построен в Шелл-Хейвен, на участке площадью 607 га в Тарроке. Первоначально ожидалось, что два проекта создадут до 16 500 новых рабочих мест | Завершён.                             |
| Восток                     | Саутенд-он-Си                   | Совет использует деньги, выделенные на этот проект, для реконструкции центра города и набережной, а также создания «транспортного коридора» вдоль шоссе A13. |                                       |
| Восток                     | Базилдон                        | Запланированы крупные проекты стоимостью 2 миллиарда фунтов стерлингов. К ним относятся реновация городских центров Базилдон, Уикфорд, Питси и Лэйндон; новая спортивная деревня, исследовательский центр в области здравоохранения и образования, инвестиции в бизнес-зону Базилдонского предпринимательского коридора, водно-болотные заповедники на болотах Темзы и инвестиции в такие жилые комплексы, как Крейлендс, Файв-Линкс и Фелморс.                                                                                          |                                       |
| Юго-Восток                 | Эббсфлит-Вэлли                  | Эббсфлит-Вэлли был построен на территории вокруг международного вокзала Эббсфлит. Он состоит из более чем 790 000 квадратных метров многофункциональной застройки, включающей жилые, торговые, гостиничные и развлекательные объекты. |                                       |
| Юго-Восток                 | полуостров Суонском             | На этом участке площадью 130 га, на котором ранее располагался цементный завод Swanscombe, расположенном частично в Дартфорде и Грэвшеме, планируется построить 2700 квартир и 50 000 м2 офисных помещений. |                                       |
| Юго-Восток                 | Мост                            | Этот комплекс площадью 107 га, расположенный недалеко от моста Королевы Елизаветы II на месте бывшей больницы Джойс Грин, будет включать 140 000 м2 офисных помещений и 1500 квартир. |                                       |
| Юго-Восток                 | Дартфордские северные ворота    | В начале 2006 года SEEDA (Агентство по развитию Юго-Восточной Англии) приобрело участок площадью 2,6 гектара на окраине Дартфорда, который использовался Unwins, сетью магазинов, не торгующих алкоголем, и который был закрыт в 2005 году. Агентство также приобрело соседний бизнес-центр «Матрикс». Планируется застроить территорию комплекса торговыми и другими предприятиями, а также жильём. Здесь также располагается Оркестр Темз Гейтвей, организация, которая дала более 230 выступлений в районе Гейтвей к концу 2009 года. |                                       |
| Юго-Восток                 | Каменный замок                  | Он расположен к северу от торгового центра Bluewater и будет состоять из жилых домов, нового общедоступного линейного парка в долине Сент-Клементс и высококачественного бизнес-парка, расположенного в стороне от St Clement’s Way. Фаза 1 известна как Waterstone Park, где должно быть построено 650 квартир. |                                       |
| Юго-Восток                 | Набережная Нортфлита            | Промышленный участок площадью 74 га с 1,9 км береговой линии реки. Ключевые участки были приобретены SEEDA для подготовки к перепланировке территории, которая была начаться в 2008 году, после того, как цементный завод Northfleet переедет в долину Медуэй. |                                       |
| Юго-Восток                 | Центр города Чатем и набережная | Предполагалось построить 1500 новых квартир, а также ряд других проектов, включая туристический аттракцион «Мир Диккенса» (открыт в мае 2007 года, закрыт в 2016 году); городской парк «Великие линии»; реконструкцию и расширение торгового центра «Пентагон» с 14 000 м2 новых магазинов и развлекательных заведений; новый «культурный квартал», в центре которого находится Medway REACH, новый зрительный зал на 2000 мест. Изыскивается финансирование для строительства канатной дороги через реку Медуэй.                        |                                       |
| Юго-Восток                 | Набережная Гиллингема           | К 2010 году на этом участке площадью 32 гектара было создано 1000 новых квартир и 200 новых рабочих мест. Этот район включает в себя участок Peel Group «Чатемские воды» и жилой комплекс Berkeley Homes «Причал Победы». |                                       |
| Юго-Восток                 | Рочестер Риверсайд              | Ключевые участки были приобретены Советом Медуэй, а другие участки приобретаются SEEDA для подготовки к перепланировке территории, при этом 30 га будут очищены и обеззаражены. Предлагаемые планы включают строительство 1700 новых квартир. Разрешение на планирование было получено в конце 2017 года. Было построено 2,5 километра новой набережной, а участок был поднят на 2 метра. |                                       |
| Юго-Восток                 | Строуд Риверсайд                | Около 500 новых квартир, улучшенный доступ к набережной и улучшенные защитные сооружения от наводнений. По состоянию на начало июня 2022 года строительство на этом участке ещё не начато. |                                       |
| Юго-Восток                 | Храмовая набережная             | Участок площадью 21 га с возможным строительством 600 новых квартир и частью набережной, отведённой под охрану природы. Согласно Medway Renaissance, в настоящее время изучается возможность строительства новой железнодорожной станции. |                                       |

## Экологические последствия
Предложения о строительстве крупного международного аэропорта на Клиффских болотах были исключены из правительственной «белой книги» по воздушному транспорту в 2003 году после того, как их отвергли местные жители, местный совет, а также природоохранные благотворительные организации, такие как Королевское общество защиты птиц (RSPB). План, который потребовал бы поднятия уровня земли на 15 м., был также отвергнут Конфедерацией британской промышленности как слишком дорогой.
По вопросу пропускной способности аэропортов правительство создало независимую Комиссию по аэропортам, которую до 2015 года возглавлял Говард Дэвис. Комиссия изучила характер, масштаб и сроки возникновения потребности в дополнительных мощностях для поддержания статуса глобального узла Великобритании. Основы авиационной политики, принятые в марте 2013 года, стали важным элементом в этом проекте, определив принципы, которые комиссия учитывала при подготовке рекомендаций, представленных в 2013 и 2015 годах. Варианты включали возможность создания плавучего аэропорта у острова Шеппи.
Исторически север Кента всегда был болотистой местностью, но в последнее время он подвергается сильному давлению со стороны застройщиков. В ходе общественных слушаний было вынесено решение в пользу железнодорожного грузового депо, предложенного компанией ProLogis в Хаубери в Слейд-Грин. Предложение заключалось в застройке части столичного зелёного пояса на Крейфордских болотах рядом с существующим железнодорожным депо. Компания Roxhill Developments Ltd. пыталась изменить планируемый распределительный парк площадью 149 акров с современным мультимодальным сообщением" по крайней мере с 2015 года.
Агентство по развитию Лондона усмотрело в этих предложениях некоторые стратегические преимущества, однако местные советники не были убеждены в том, что такое депо действительно будет способствовать движению поездов в качестве альтернативы автомобильным перевозкам. Этот скептицизм возник отчасти потому, что железные дороги в этом районе интенсивно используются пассажирскими поездами по расписанию, настолько, что предполагаемая программа Crossrail казалась маловероятной для продвижения к Дартфорду, если не будут проложены новые пути для увеличения пропускной способности местных железных дорог. Апелляция ProLogis была поддержана в ходе общественных слушаний 2007 года на основании того, что предложение поддерживает энергетическую политику Соединённого Королевства и создаёт новые рабочие места. В качестве контраргументов приводились доводы о том, что возможные арендаторы складов не будут использовать участок таким образом, как предполагалось, что уровень постоянного шума превысит нормативы ВОЗ по шуму в домах на Моат-Лейн и что уровень шума в ночное время может вызвать жалобы жителей на Моат-Лейн и Оак-Роуд.
Агентство по охране окружающей среды сообщило, что будущее развитие в «Thames Gateway» должно идти рука об руку с управлением рисками наводнений и учитывать будущие планы по защите от наводнений. Агентство настаивало на том, что важно, чтобы эффективное управление риском наводнений во всем эстуарии не пострадало от преждевременных решений и развития.
Правительство решило некоторые из этих экологических проблем, объявив «экорегион» Thames Gateway в Великобритании, о чём впервые было объявлено в Плане развития Thames Gateway в 2007 году. Целью создания «экорегиона» была защита и повышение устойчивости «Thames Gateway» с точки зрения качества окружающей среды, снижения выбросов углерода и поддержки «зеленого» экономического развития. Это видение было разработано в «проспекте экорегиона Thames Gateway» 2008 года, а усилия по его реализации возглавило Агентство по делам домов и общин при поддержке правительства и местных заинтересованных сторон.

## В культуре
Раздражающие и порой мрачные окрестности Ворот Темзы послужили источником вдохновения для ряда культурных произведений.
- Никола Баркер написала свободную трилогию романов под названием «Ворота Темзы».
- Роман Иэна Синклера[англ.] «Ужин на камнях» описывает путешествие по трассе A13 из Лондона в Эссекс.
- Роман Грэма Свифта «Последние желания» включает в себя путешествие по коридору A2/M2 от Лондона до Маргейта.